# Ратуша (Данидин)
Дани́динская ра́туша (англ. Dunedin Town Hall) — муниципальное здание в Данидине, на Южном острове Новой Зеландии. Здание расположено в центре города, между центральной площадью Октагон и улицей Морей-плейс и занимает целый городской квартал. Здесь проводятся заседания городского совета Данидина, имеется большой зрительный зал и конференц-центр. Самая старая часть здания, построенная в викторианском стиле, — одно из немногочисленных муниципальных зданий Новой Зеландии викторианской эпохи, используемое в наши дни по своему первоначальному назначению.

## Наименование
Наименование здания достаточно неоднозначно. Оно было построено в два приёма (этапа), между которыми прошло пятьдесят лет. После завершения первого этапа строительства, в 1878 году, это было офисное здание. В народе оно получило название «Данидинская ратуша», хотя в то время в нём не было зала для заседаний. В начале XX века, во время второго этапа строительства, к 1928 году были построены два больших зала, и эта часть здания стала официально именоваться Данидинской ратушей, а уже имеющееся офисное здание — Муниципальной палатой. Однако термин «Данидинская ратуша» применяется не только в отношении главного зала, но и для всего здания в целом. В 1980 году часть здания, достроенная во время второго этапа строительства, получила официальное наименование «Данидин-центр» (англ. The Dunedin Centre).

## История сооружения

### Первый этап

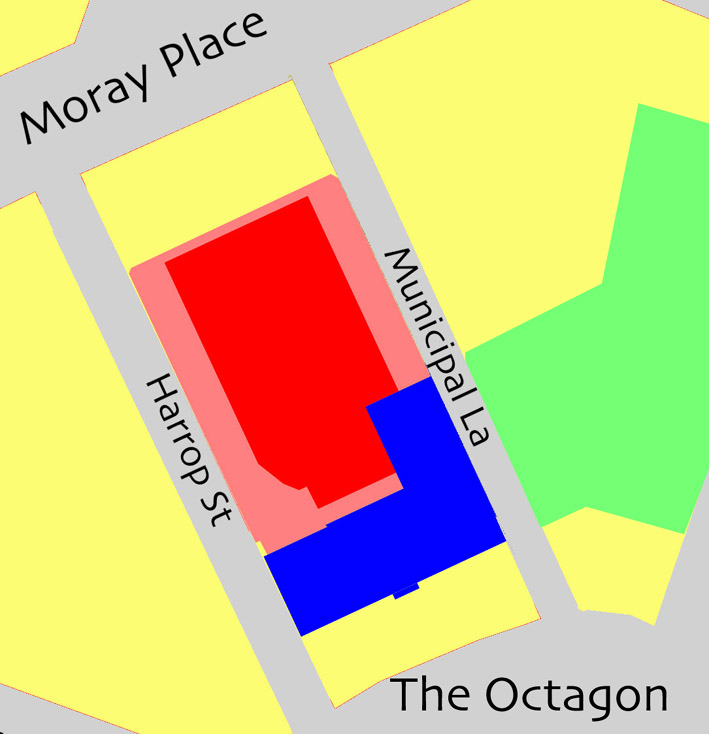
На плане показаны первый (синим) и второй (розовым) этапы строительства. Главный зал отмечен красным цветом. Зелёная область — Общественный центр Данидина (Civic Centre)

Данидин стал активно развиваться в 1865 году. Вслед за ростом населения во время золотой лихорадки в Центральном Отаго, городской совет решил, что нужно построить новое и более просторное помещение. Первое деревянное строение городской администрации было снесено в 1859 году, но вместо него ничего построено не было, отчасти из-за неопределённости относительно того, где это здание должно находиться. Наконец было принято решение в пользу места, где располагалась первая городская больница (сейчас на этом месте установлена мемориальная доска). В 1877 году был проведён конкурс проектов, который выиграл Томас Бедфорд Кэмерон (англ. Thomas Bedford Cameron). Проект Роберта Лоусона занял второе место.
Стоимость проекта Кэмерона оказалась дороже, чем 7000 фунтов, выделенных на строительство. Городской совет, восхищённый впечатляющим дизайном фасада за авторством Лоусона, нанял его переработать проект Кэмерона, а также контролировать строительство. Ему также было разрешено использовать свой дизайн вместо дизайна Кэмерона. В настоящее время иногда оспаривается тот факт, что Лоусон полностью разработал дизайн здания, но архивные данные проясняют этот вопрос. Остались рабочие чертежи, подписанные им, и переданные в распоряжение городского совета, один из которых воспроизведён на задней обложке книги Троттера. Кроме того, газета Otago Daily Times 6 февраля 1879 года сообщила, что строительство близится к завершению и что «г-н Р. А. Лоусон является архитектором всего сооружения».
Контракт на строительство был заключен с компанией Mercer & Low за 15 230 фунтов — цену, значительно бо́льшую первоначального бюджета. Первый камень в фундамент был заложен 23 мая 1878 года, а 25 мая 1880 года здание было введено в эксплуатацию. К тому времени, когда на башне были установлены часы, общая стоимость проекта составила 20 000 фунтов стерлингов.
Построенное здание было задумано как первая часть большого комплекса, в котором должен был появится зрительный зал на 2000 человек. На первом этапе было построено офисное здание на площади Октагон, где разместился городской Совет, и смотровая башня, которая служила пожарной каланчой.

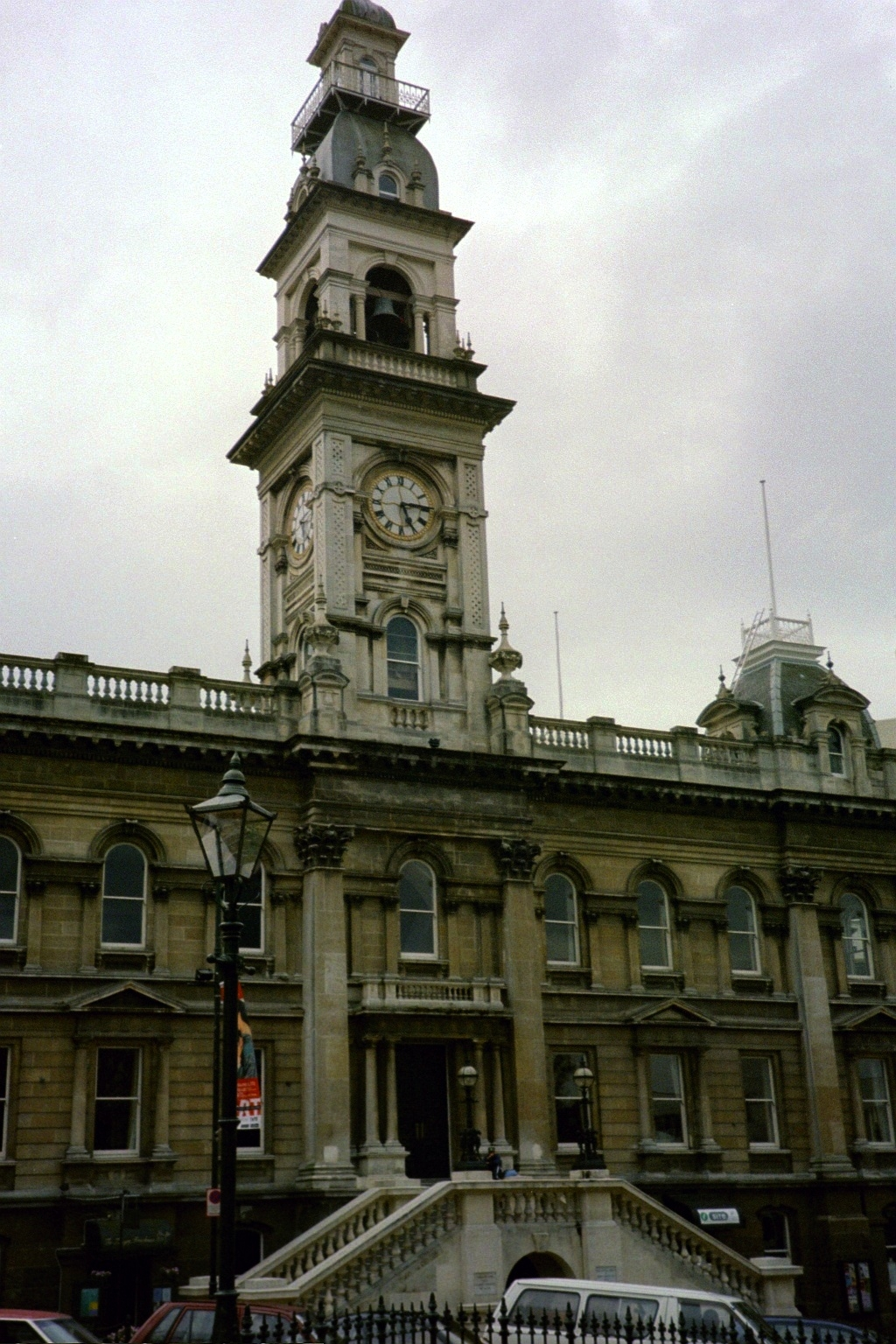
Во время первого этапа строительства было возведено здание на площади Октагон

Это первое здание — трёхэтажное, цокольный этаж построен из брекчии, добытой в Порт-Чалмерс, этажи выше построены из известняка Оамару. На первом этаже располагается парадный вход на бельэтаж, к которому ведёт двойная лестница. Над зданием возвышается башня с мансардной крышей, на которой установлены часы и колокола. На четырёх углах здания также установлена мансардная крыша. Высота башни составляет 47 метров до основания флагштока, и её очень хорошо видно из разных мест Данидина. Среди высотных зданий Данидина башня на площади Октагон до сих пор доминирует.
Дизайн здания, или, по крайней мере, его основной фасад, был вдохновлён Дворцом Сенаторов Микеланджело на Капитолийской площади в Риме. Благодаря мансардной крыше на углах здания и высокой башне, здание Лоусона походит на старые ратуши Нидерландов и Фландрии, например, ратушу Оуденаарде. В дизайне здания также прослеживаются параллели с вокзалом Сент-Панкрас в Лондоне Джорджа Гилберта Скотта, в котором итальянские и североевропейские элементы образуют эклектичный микс.
Сиднейская ратуша, построенная в 1868 году, также во многом схожа с Данидинской ратушей. Ратуша Филадельфии, построенная в 1871 году, гораздо больше Данидинской, её экстерьер имеет большее количество деталей и, в конечном счете, имеет совершенно другой план. Вероятно, Лоусон был в курсе сооружения этих зданий и разработал свой проект здания, сочетающий величие и сдержанность.
Декор боковых фасадов был разработан как продолжение площади Октагон, с фронтонами и арочными окнами, коринфскими пилястрами, карнизами и балюстрадами. Задний фасад остался незавершенным, с оставленными проходами в кирпичной кладке для доступа к зрительному залу, когда он будет построен. Часы с курантами были заказаны в мастерской Gillett & Bland в Лондоне, и были запущены 2 декабря 1880 года. До следующего этапа строительства оставалось пятьдесят лет, а в проекте новая пристройка отличалась от того, что было предусмотрено Лоусоном.

### Второй этап

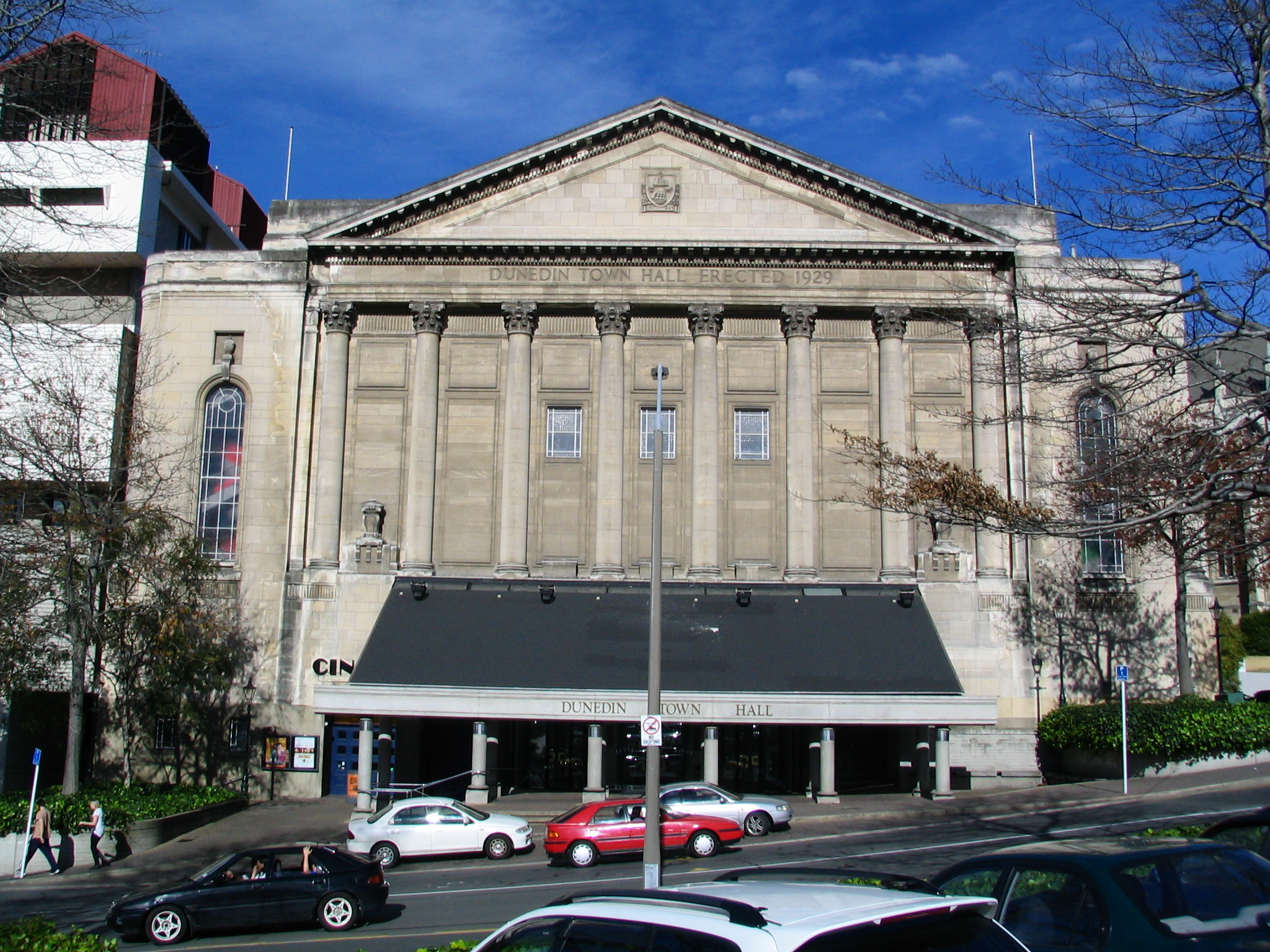
Во время второго этапа строительства был построен главный зал со стороны Морей-плейс

В 1913 году городской совет объявил конкурс на лучший проект городской ратуши, который выиграл Генри Мандено (англ. Henry Mandeno, 1879—1972) в 1914 году. В победившем проекте были запланированы два зрительных зала: один небольшой, расположенный поперёк сооружения сразу за муниципальной палатой; другой, более крупный, вытянутый в сторону Морей-плейс, ориентированный так же, как и первое здание. Меньший зал, названный затем концертным залом, был рассчитан на 600 человек. Большой зал может вместить 3000 человек. Хотя победивший проект был подписан Мандено, вполне вероятно, что это была работа Роя Фрейзера (англ. Roy Fraser, 1895—1972), который в то время был слишком молод, чтобы участвовать в конкурсе самостоятельно.
Первая мировая война вызвала задержку в реализации проекта. После войны, в начале 1920-х, предложение о повышении налогов для оплаты строительства здания вызвало протест налогоплательщиков. Однако прибыль городского совета от проведения международной выставки 1925—1926 годов позволила осуществить проект и оплатить его наличными. Проект был скорректирован новым партнером Мандено, Роем Фрейзером. Помимо этого, пол концертного зала был опущен ниже, чем в главном зале, и ниже первого этажа муниципальной палаты, образуя таким образом барьер между ними. Это препятствовало задуманному Лоусоном проходу от площади Октагон к пространству за муниципальной палатой, и вообще сделало трудоёмким передвижение по всему комплексу. Первый камень в фундамент нового здания был заложен 3 марта 1928 года, а 15 февраля 1930 года здание было принято в эксплуатацию. Главный зал ратуши был и по состоянию на май 2013 года оставался крупнейшим в Новой Зеландии.

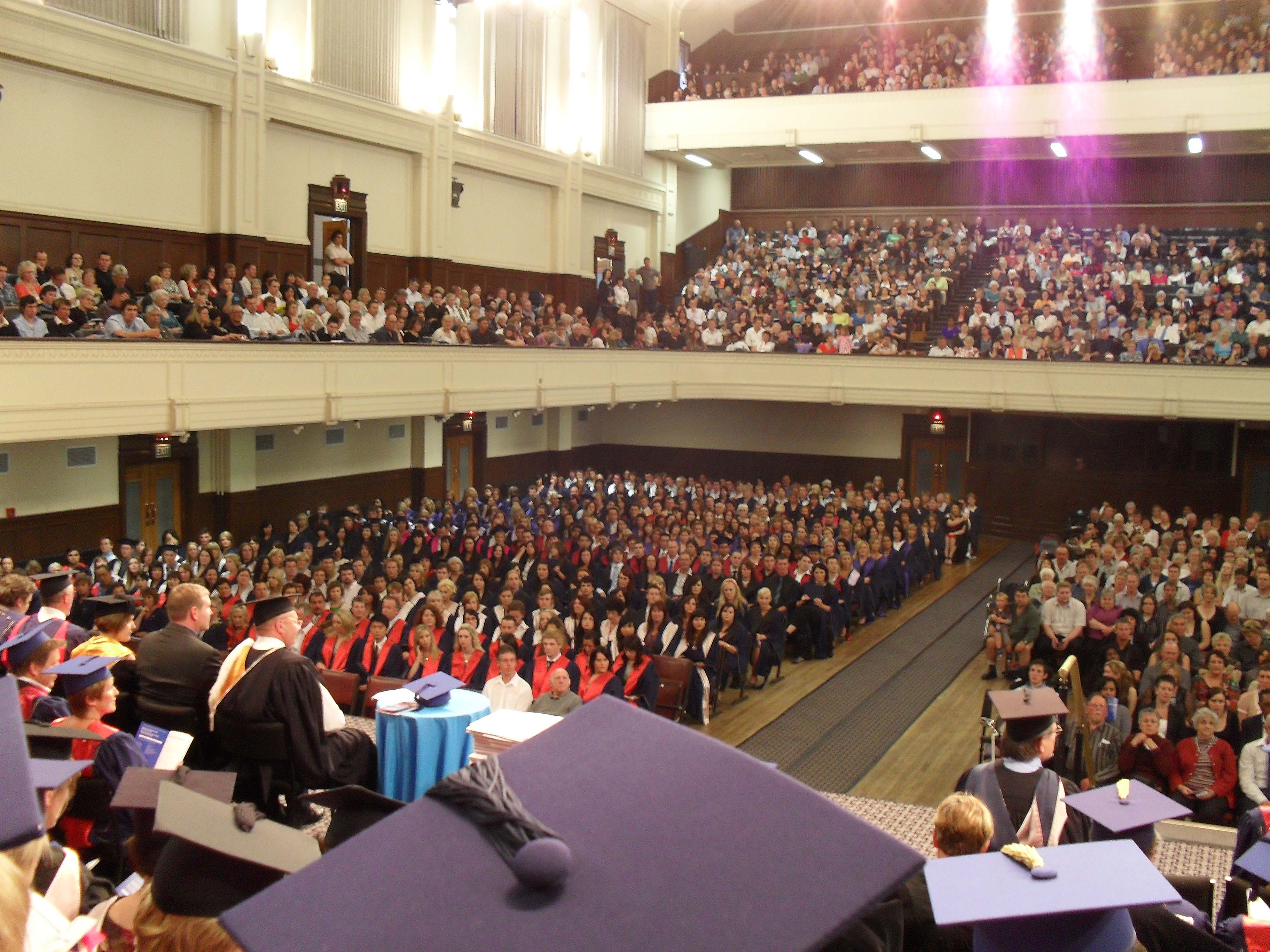
Церемония вручения дипломов в главном зале ратуши

Здание было построено из железобетона и отделано оамарским камнем для того, чтобы соответствовать муниципальной палате, к которой оно примыкает физически. Первоначальный проект был выполнен в стиле так называемого «второго барокко». Позже его упростили, сделав более строгим и классическим. Фасад главного зрительного зала со стороны Морей-плейс был украшен колоннами и фронтонами. С той же стороны был расположен главный вход в здание. Боковые лестницы со стороны зрительного зала на Морей-плейс были выполнены в едином стиле с башней на южной стороне здания, что придало всему сооружению вид базилики. Главный фасад концертного зала выполнен более детально для соответствия главному фасаду муниципальной палаты Лоусона и обеспечению плавного соединения зданий по западной стороне. Вдоль всей западной стороны комплекса проходит узкая проезжая Харроп-стрит (англ. Harrop Street), а с восточной стороны — задуманная «невидимой» пешеходная Муниципал-лейн (англ. Municipal Lane).
В фойе на первом этаже — впечатляющие сводчатые кессонные потолки. В главном зале над партером зрительные места расположены в два яруса, нижний из которых идёт вдоль задней и боковых стен зрительного зала. В задней части сцены установлен орга́н. В малом концертном зале, называемом иногда камерным, есть просцениум и один ярус балконов. В залах не было аппаратуры верхнего освещения и оркестровой ямы, потому что они были предназначены в основном для музыкальных спектаклей. Стоимость проекта составила 86 000 фунтов, без учёта стоимости орга́на.

### Новейшая история здания

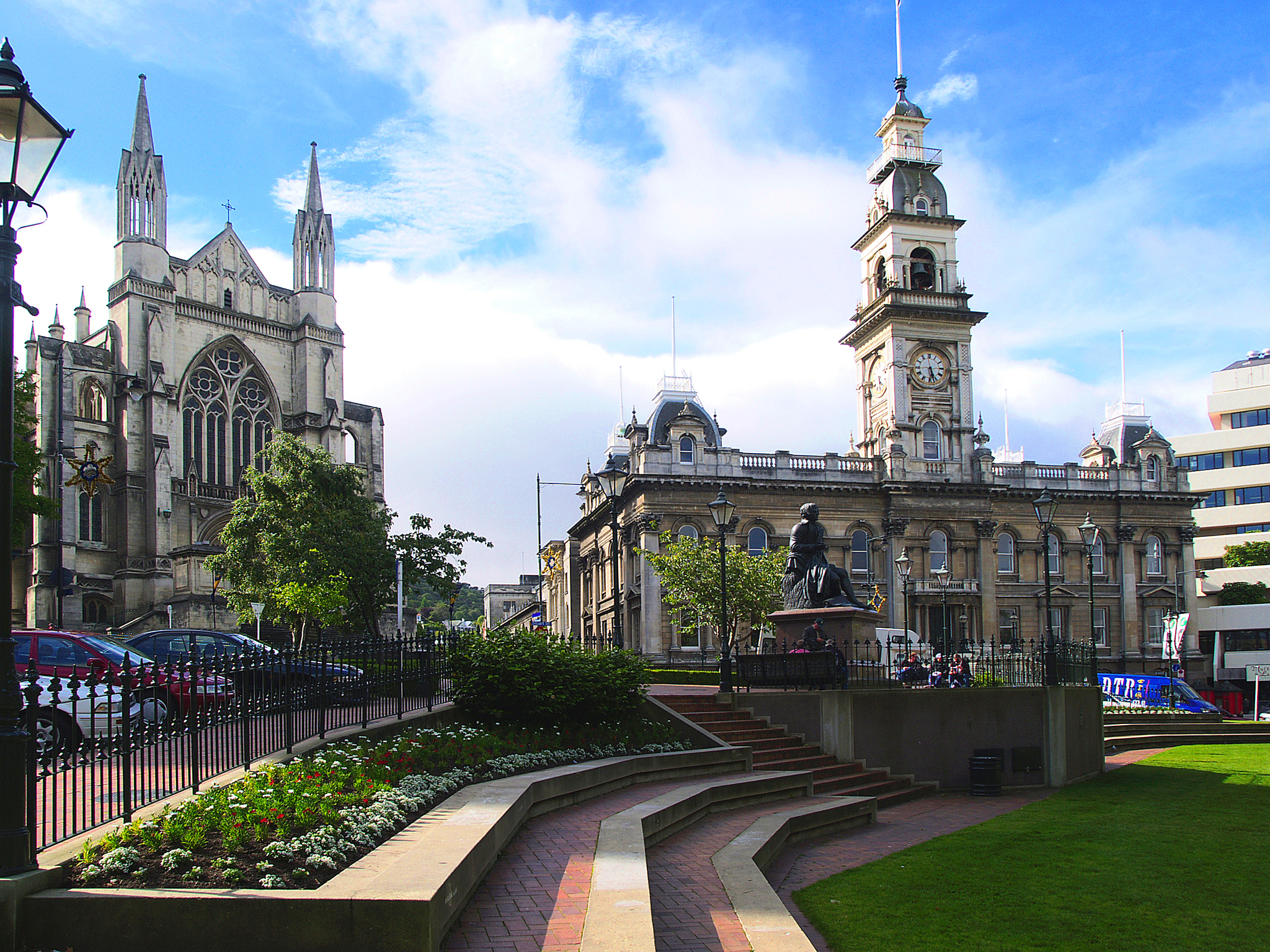
Англиканский кафедральный собор святого Павла и Данидинская ратуша

В 1939 году в здании Лоусона были установлены лифты, а вместо внешней лестницы, ведущей на бельэтаж, был построен балкон. Немногим ранее 1955 года на юго-восточном углу концертного зала были надстроены два этажа. В 1963 году верхушка башни муниципальной палаты была заменена на алюминиевый свод, якобы по соображениям безопасности. На самом деле это был первый шаг к сносу всего здания Лоусона. Вопрос о сносе этого здания был спорным, однако рассматривался вплоть до 1980-х годов.
Билл Хессон (англ. Bill Hesson, 1929—2007), бывший в то время городским архитектором, выступил с проектом перепланировки всего комплекса. В 1985—1988 годы камерный зал был перепланирован: его вместимость была уменьшена и он стал конференц-залом (Glenroy Auditorium) в «Данидин-центре». Основной зал был отремонтирован и существенно не изменился. Со стороны Морей-плейс в период с 1988 по 1990 годы было построено новое крыльцо, дизайн которого разработал Тим Хит (англ. Tim Heath).
Наиболее заметным изменением стало восстановление здания Лоусона в его первоначальном виде под воздействием общественного мнения. Башня и лестница были восстановлены, интерьеры тщательно отреставрированы и модернизированы с применением современного оборудования. Это было сделано под руководством преемника Хессона на посту городского архитектора, Роберта Тана. После реконструкции, 16 ноября 1989 года здание вновь было открыто для посещения. В целом проект реконструкции и модернизации здания был хорошо принят критиками и получил награду Новозеландского института архитектуры в 1991 году.
В середине 1990-х годов на цокольном этаже здания, под главным залом, был размещён небольшой кинотеатр Metro Cinema.
В начале 2000-х годов архитектором Джеффом Томпсоном (англ. Jeff Thompson) был разработан проект реконструкции комплекса, позволявший расширить пространство, доступное для проведения конференций. Этот проект предусматривал строительство здания неподалёку от комплекса, на противоположной стороне Харроп-стрит. После долгих общественных слушаний от этого плана отказались в пользу расширения конференц-зала в сторону соседней муниципальной палаты. Кроме того, это позволило бы обеспечить свободный проход по территории всего комплекса от площади Октагон до Морей-плейс, как и задумывалось в первоначальном проекте Лоусона. Реконструкция комплекса началась в 2010 году и закончилась в апреле 2013 года. Стоимость проекта реконструкции составила 43 миллиона новозеландских долларов.

## Сходство с другими зданиями
Данидинская ратуша представляет собой характерное муниципальное здание середины XIX — начала XX веков. В таких зданиях размещались офисы, зал заседаний и большой зрительный зал, часто на них устанавливалась башня с часами. В большинстве таких зданий имелся орган в большом зале и малый зал для камерной музыки. Данидинская ратуша обладает всеми этими чертами.

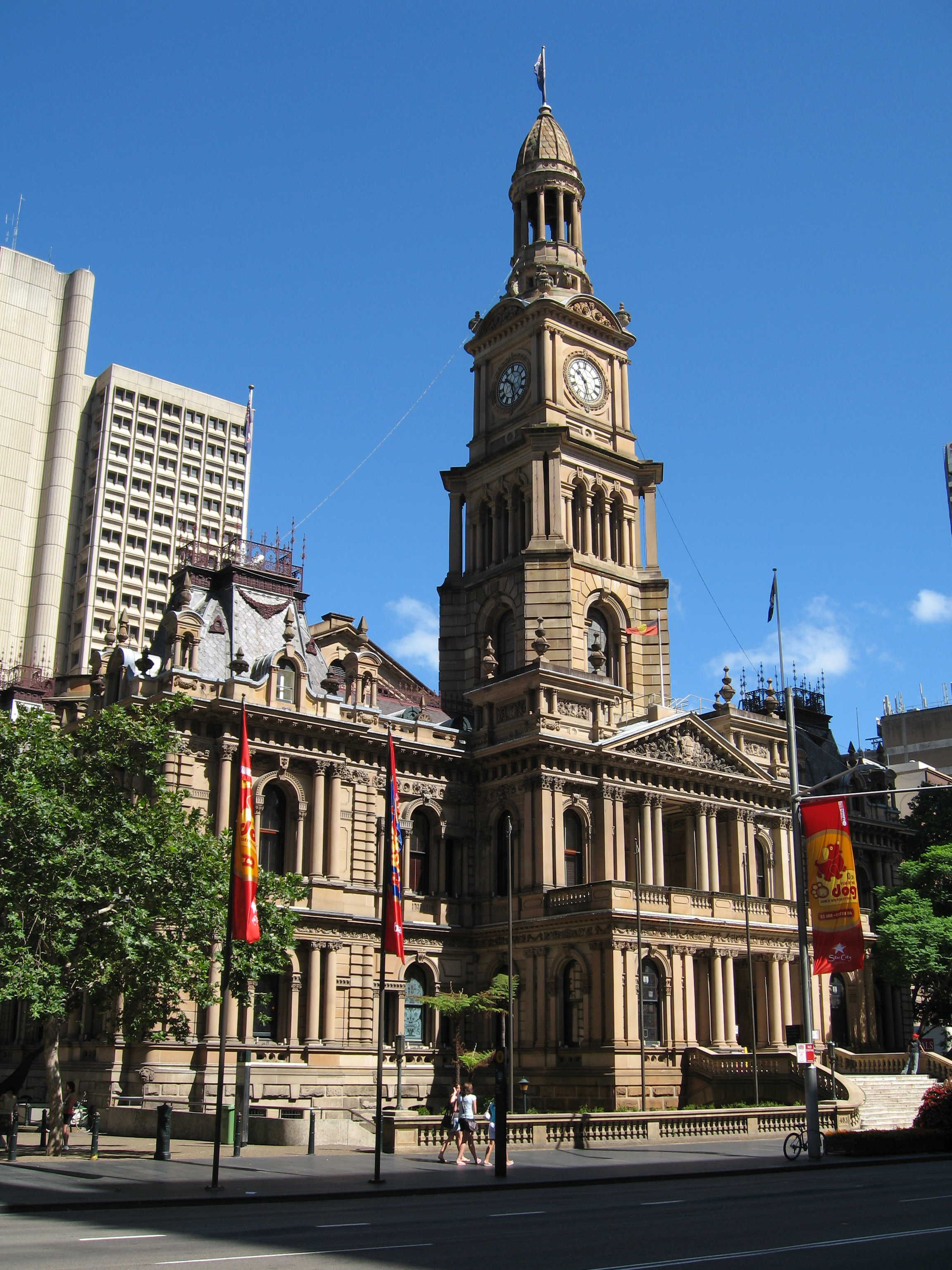
Сиднейская ратуша очень похожа на ратушу в Данидине

Во время сооружения Данидинской ратуши строились аналогичные здания в Сиднее и Филадельфии. Главные фасады этих зданий напоминают фасад Данидинской ратуши на площади Октагон, но сами здания отличаются. Так, например, в Филадельфийской ратуше есть внутренний двор, а в Сиднейской ратуше нет зала, расположенного поперёк здания, аналогичного камерному залу Данидинской ратуши. Долгий промежуток времени между двумя этапами строительства Данидинской ратуши также привёл к заметной разобщённости стилей. В то время как здание муниципальной палаты Лоусона выполнено в стиле неоренессанса, здание Фрейзера характеризуется стилем необарокко.
В Новой Зеландии на Данидинскую ратушу похожи здания Веллингтонской ратуши и Оклендской ратуши. Здание в Веллингтоне, спроектированное Джошуа Чарльзвортом (англ. Joshua Charlesworth), и построенное между 1901 и 1904 годами в стиле неоренессанса, лишилось часовой башни и портика в ходе реконструкций. Оклендская ратуша, построенная в 1911 году по проекту фирмы JJ & EJ Clarke в стиле неоренессанса, сохранилась лучше. Оба здания по размерам меньше Данидинской ратуши.
В Австралии, помимо Сиднейской, на Данидинскую ратушу похожа Аделаидская ратуша, построенная между 1863 и 1866 годами по проекту Эдмунда Райта и Эдварда Вудса (англ. Edward Woods) в стиле неоренессанса. Здание ратуши в Мельбурне также имеет сходство с Данидинской ратушей. Эта ратуша архитектора Джозефа Рида была построена в период между 1870 и 1887 годами в стиле второй империи. В 1900 году она была реконструирована, а в 1925 году серьёзно пострадала при пожаре. Пертская ратуша в западной Австралии — ещё один представитель зданий этого типа. Спроектированная архитектором Ричардом Джуэллом в стиле неоготики, она была построена в период с 1860 по 1870 годы. В меньшей степени сходство прослеживается и с Хобартской ратушей, которая не имеет башни. Она была спроектирована Генри Хантером (англ. Henry Hunter) в итальянской классической манере и построена между 1864 и 1866 годами.
В Великобритании Лидская и Манчестерская ратуши также походят на Данидинскую ратушу. Шеффилдская старая ратуша обладает меньшим сходством с Данидинской ратушей. Здание в Лидсе было спроектировано Касбертом Бродриком в стиле второй империи и построено в период с 1853 по 1858 годы. Ратуша в Манчестере в стиле неоготики, спроектированная архитектором Альфредом Уотрехаузом была построена в период с 1868 по 1877 годы. Шеффилдская ратуша была построена в период с 1890 по 1897 годы в стиле якобианского возрождения. Архитектором этого здания был Эдвард Маунтфорд.
Среди многочисленных зданий, обладающих определённым сходством, Данидинская ратуша отличается полнотой всех признаков, характеризующих её архитектурный стиль. Кроме того, Данидинская ратуша достаточно велика, особенно учитывая размеры города, в котором она расположена. Вместе с расположенным по соседству Кафедральным собором святого Павла она является частью великолепного городского пейзажа.

## «Норма»
Симфонический орган в главном концертном зале, «Норма» (англ. Norma), был построен в 1919 году лондонской компанией William Hill and Son и состоит из 3500 труб. Первоначально он был значительно меньше, хотя уже тогда он весил 23 тонны. Инструмент участвовал в гастролях водевиль-шоу, его перевозили по Англии и устанавливали в разных залах и театрах. Позже орган был увеличен и демонстрировался на британской имперской выставке 1924 года в Уэмбли. Затем он переехал в оперный театр Танбридж-Уэллс, откуда был продан Данидину четой Патерсонов за 16 000 фунтов.
Орган был тщательно отреставрирован. Были приняты необходимые меры, чтобы звук органа не был значительно изменён. Однако консоль органа была модернизирована, для того, чтобы исполнители могли воспользоваться всеми возможностями органа.